# Coppa Anglo-Italiana 1982
La Coppa Anglo-Italiana 1982 fu l'undicesima edizione della Coppa Anglo-Italiana. Venne vinta per la seconda volta dal Modena, in finale contro il Sutton United. Il torneo, da questa stagione fino all'edizione del 1986, fu chiamato Memorial Gigi Peronace.
L'intero torneo venne disputato a Modena. La manifestazione si ridusse a sole 4 squadre, a causa del maltempo che colpì l'Inghilterra, costringendo così a diversi recuperi, che rendevano impossibile trovare dare libere per una manifestazione più ampia.
Il regolamento prevedeva che, in semifinale, in caso di parità al termine dei tempi regolamentari, l'effettuazione dei calci di rigore. I tempi supplementari erano previsti solo per la finale.

## Squadre partecipanti
Al torneo hanno partecipato quattro squadre, due italiane e due inglesi.
| Inglesi               | Italiane         |
| --------------------- | ---------------- |
| Poole Town Sutton Utd | Modena Triestina |

## Semifinali
| Modena 8 aprile 1982, ore 17:30 CEST | Modena | 2 – 1 referto | Poole Town | Stadio Alberto Braglia |

| Modena 8 aprile 1982, ore 19:30 CEST                           | Triestina            | 0 – 0 referto               | Sutton Utd | Stadio Alberto Braglia |
| \| \| \| \| \| Ascagni Doto Izzo \| Tiri di rigore 1 – 4 \| \| |                      |                             |            |                        |
|                                                                |                      |                             |            |                        |
| Ascagni Doto Izzo                                              | Tiri di rigore 1 – 4 | Segnato · Segnato · Segnato |            |                        |

## Finale 3º/4º posto
| Modena 10 aprile 1982                                                   | Triestina | 3 – 0 referto | Poole Town | Stadio Alberto Braglia |
| \| \| \| \| \| Gregoric 40’ De Falco 65’ Ascagni 75’ \| Marcatori \| \| |           |               |            |                        |
|                                                                         |           |               |            |                        |
| Gregoric 40’ De Falco 65’ Ascagni 75’                                   | Marcatori |               |            |                        |

## Finale
| Modena 10 aprile 1982                           | Modena    | 1 – 0 referto | Sutton Utd | Stadio Alberto Braglia |
| \| \| \| \| \| Scarabelli 5’ \| Marcatori \| \| |           |               |            |                        |
|                                                 |           |               |            |                        |
| Scarabelli 5’                                   | Marcatori |               |            |                        |